# Neues aus dem Reihenhaus
Neues aus dem Reihenhaus ist eine deutsche Filmkomödie des Regisseurs Titus Selge und des Drehbuchautors David Ungureit. Die Hauptrollen spielen Stephan Luca und Julia Richter als Jan und Anne Börner sowie Felicitas Woll als Maren Köhler. Michelle Barthel und Colin Jones sind als Lisa und Lucas Börner besetzt. Er ist die Fortsetzung des Films Ein Reihenhaus steht selten allein.
Seine Premiere hatte der Film am 26. Mai 2016 im ZDF.

## Handlung
Ein Jahr ist vergangen, seitdem der Grafikdesigner Jan Börner und seine Frau Anne, eine Anwältin, sowie ihre Kinder Lisa und Lukas in die Neubausiedlung Grünfeld vor den Toren Frankfurts gezogen sind. Alle vier haben sich inzwischen eingelebt, profitieren hin und wieder auch von den Vorteilen des Siedlungslebens und arrangieren sich einigermaßen mit den zum Teil recht skurrilen Nachbarn. In das Haus neben ihnen ist inzwischen das schwäbische Ehepaar Häberle mit seinen zahlreichen Kindern eingezogen. Der Zehnkämpfer Sven, der vor ihrer Ehe eine Beziehung mit Anne hatte, und seine Familie sind schon wieder ausgezogen. Allerdings sind Jan und Anne noch immer nicht durch und durch Grünfelder. Auch achten sie darauf, nicht spießig zu werden. Die Zusammenarbeit mit einem Verlag für einen Comicband, die sich so gut angelassen hatte, hat sich zerschlagen und Jan sitzt quasi ohne Arbeit da.  
Als Jan gerade mit seiner Frau telefoniert, klingelt es und zu seiner großen Überraschung steht Maren Köhler, seine erste große Liebe, die auch kurzzeitig mit ihrem damaligen Freund das Haus neben den Börners bewohnt hatte, vor der Tür und hat interessante, sehr gute Neuigkeiten für ihn. Maren ist jetzt Lektorin beim Sonnenschein-Verlag, dem Verlag, der sich wieder bei Jan melden wollte. Maren will seinen Comic in zwei Teilen mit der Rückendeckung des Verlagschefs ganz groß herausbringen. Jan muss nur noch den Vertrag unterzeichnen. Maren hält Jans Manuskript für sein bisher bestes und ist begeistert davon, wie er die Leute in dieser Siedlung aufs Korn nimmt; das sei böse, wahrhaftig, politisch unkorrekt und vor allem sei es saukomisch. Einige kleinere Änderungen müsse es allerdings im zweiten Teil geben. Eine Liste mit Vorschlägen zur Abänderung hat sie gleich dabei. Jan soll sie sich ansehen und dann zügig den zweiten Band fertigstellen.
Für die entsprechenden Änderungen bleibt dem Grafikdesigner gerade mal eine Woche, da der zweite Comicband noch vor der anstehenden Buchmesse erscheinen soll. So bittet Jan seine Frau, etwas kürzerzutreten, da er sich momentan nicht so um Haushalt und Kinder kümmern könne wie in der Vergangenheit. Da Anne das nicht einrichten kann, organisiert sie eine Haushaltshilfe. Barbora Hrdlickova kommt aus Osteuropa und ist sehr speziell. Nachdem sie nach einem für sie tragischen Telefonanruf fast eine Flasche Wodka geleert hat, schickt Jan sie weg, damit sie im Haushalt nicht noch mehr Schaden anrichtet. Zuvor gibt er ihr 500 Euro, weswegen es zum Streit zwischen dem Ehepaar kommt. Alles ist vergessen, als Jan zum ersten Mal sein eigenes Buch in den Händen hält. Maren hat ein Exemplar vorbeigebracht und zu dritt stößt man auf den Erfolg an. Anne ist sich sicher, dass Maren immer noch scharf auf ihren Mann ist.
Einige Tage sind vergangen, als es klingelt und fast alle Nachbarn sich vor der Tür der Börners versammelt haben, um ihnen anklagend den Comicband entgegenzuhalten. Entrüstet legen sie den Börners nahe, wenn sie alle in der Siedlung so ätzend finden würden, doch einfach wegzuziehen; so jemanden wie sie brauche man hier nicht. Dass sie es ernst meinen, zeigt sich in den folgenden Tagen auch an ihren Aktionen, mit denen sie den Börners das Leben schwer machen. Werner Matzerath allerdings, den Börner besonders durch den Kakao gezogen hat, überrascht Jan: Er meint, sein Buch sei saukomisch, er sei wirklich ein Genie. Werner gibt ihm auch einen Rat, wie er die Nachbarn wieder beruhigen könne. Die Grillparty, die er empfohlen hat, wird jedoch ein voller Misserfolg. Außer Werner Matzerath kommt niemand. Während die Börners noch mutlos auf ihrer Terrasse hocken, ertönt die Polizeisirene, begleitet von der Durchsage, alle Einwohner müssten ihre Häuser sofort verlassen, da man eine alte Fliegerbombe gefunden habe, die jederzeit explodieren könnte. Polizeioberkommissar Glocke teilt mit, dass die Aktion mindestens einige Stunden, vielleicht auch die ganze Nacht dauern könne. Auf dem Gelände, auf dem für die Anwohner ein großes Zelt errichtet worden ist, sind einige junge Comicfans unterwegs, die sich von den in dem Buch vorkommenden Anwohnern Autogramme geben lassen und ihre Begeisterung zeigen. Nicht nur das ändert die Meinung der Grünfelder, sondern auch Werner Matzeraths warmherzige Aufforderung, Humor zu beweisen. Die Bombe kann entschärft werden, ohne dass die Häuser der Anwohner Schaden nehmen, und auch Jans Mut, im abgesperrten Gebiet nach dem Familienhund zu suchen, der dort hineingelaufen war, wird belohnt. Herrchen und Hund bleiben unverletzt. 

## Produktion

### Produktionsnotizen
Nach dem Erfolg der Komödie Ein Reihenhaus steht selten allein mit 5,1 Millionen Zuschauern ließ das ZDF einen Nachfolgefilm drehen. Produziert wurde die Gesellschaftskomödie von der U5 Filmproduktion GmbH & Co. KG. im Auftrag des und für das ZDF. Die Redaktion für das ZDF lag bei Caroline von Senden und Martin R. Neumann. Die Aufnahmeleitung hatten Thomas Mendler, Thorsten Peil und Tobi Hofmann, die Produktionsleitung Jochen Hauff. Die Dreharbeiten, die am 20. Oktober begannen, endeten am 19. November 2015. Als Schauplatz wurde wie beim ersten Teil Frankfurt-Riedberg ausgewählt.

### Soundtrack
- Alabama Shakes – Don’t Wanna Fight
- Eagles of Death Metal – Complexity

### Hintergrund, Besetzung
Die im Film verwendeten Illustrationen und Comics stammen erneut von Daniel Stieglitz. Die Rolle der Anne Börner wird hier von Julia Richter gespielt, da Ulrike C. Tscharre wegen anderweitiger Verpflichtungen bei der ARD Degeto nicht zur Verfügung stand. Statt mit Oskar Müller wie im ersten Film ist die Rolle des Lukas Börner diesmal mit Colin Jones besetzt. Die Frau des Zahnarztes Basad wird von Pinar Mliwic gespielt und nicht wie im Vorgängerfilm von Sandra Baumeister.

### DVD
Der Film wurde zusammen mit dem Vorgängerfilm Ein Reihenhaus steht selten allein am 5. August 2016 vom Studio Hamburg Enterprises auf DVD herausgegeben.

## Rezeption

### Einschaltquote
Bei seiner Erstausstrahlung am 26. Mai 2016 im ZDF schalteten den Film 3,45 Millionen Zuschauer ein, was einem Marktanteil von 12,1 Prozent entsprach.

### Kritik
Die Redaktion von TV Spielfilm zeigte mit dem Daumen nach oben, gab für Action, Spannung und Erotik je einen von drei möglichen Punkten, für Humor zwei und meinte, Titus Selge mache sich erneut „genüsslich über allerlei vorgebliche Vorstadtmarotten lustig“. Das sei „so dick aufgetragen und teils sogar so klamottig, dass das niemandem wirklich“ wehtue. Während zur Satire „noch der Biss, die Schärfe“ fehle, sei der Film trotzdem „vergnüglich“, „nicht zuletzt dank der launigen Hauptdarsteller“. Fazit: „Vorstadtposse mit abgerundeten Rasenkanten.“
Tilmann P. Gangloff beschäftigte sich auf der Seite Kino.de mit dem Film, dem er 4½ von fünf möglichen Sternen gab, und meinte, schon der Vorgängerfilm vor zwei Jahren sei „eine äußerst gelunge Mischung aus Vorortsatire und Beziehungskomödie“ gewesen. Streng genommen erzählten David Ungureit und Titus Selge die Geschichte nun noch einmal. „Natürlich“ sei „es schade, dass Ulrike C. Tscharre für den zweiten Film nicht mehr zur Verfügung“ gestanden habe, „aber auch Julia Richter“ werde „den Anforderungen der Rolle mühelos gerecht.“ Michelle Barthel sei „auch mit Anfang zwanzig noch nicht zu alt für zornige Teenagerrollen“. Die „Qualität ihrer Dialoge“ habe sie Ungureit „zu verdanken, aber die Verachtung, mit der sie die Schmähungen vorbringt“, sei „ihr Verdienst. Den jungen Colin Jones (Lisas Bruder)“ habe Selge „ähnlich gut geführt“. Für Luca sei die Rolle „ohnehin perfekt: Er verkörpert die lässig-schluffige Attraktivität auch in den unbekleideten Szenen mit derart provokanter Beiläufigkeit, dass selbst saftige Gags ein gewisses Niveau bekommen“. Gleiches gelte für die Darsteller der Nachbarn. Die Figuren fielen nicht nur „wegen ihrer stasihaften Neugier überzeichnet aus“, was aber in diesem Fall „eher Stärke als Schwäche“ sei. Schließlich handele es sich hier „um eine Siedlungssatire, weshalb auch die gut beobachteten Details aus dem familiären Alltag konsequent humoresk verarbeitet“ wurden und schon „allein durch ihre Häufung komisch“ seien.
Rainer Tittelbach gab dem Film auf seiner Seite tittelbach.tv 3½ von sechs möglichen Sternen und befand, die Nachfolgekomödie sei „nicht so urkomisch und gesellschaftlich klug grundiert wie ihr Vorgänger. Themen und Motive zerfasern, das Chaos-Prinzip ersetzt die Satire. Alle sollen bedient werden: die Spießer, die Individualisten, die Vereinsmeier, die Komödienliebhaber. Das ist unterhaltsam und bisweilen amüsant – aber nicht mehr!“ „Die Comic-Idee von Autor David Ungureit“ sei „dramaturgisch ausgezeichnet, weil so die Eigen- und Unarten der popligen Nachbarn aktualisiert werden, das Anderssein der Börners betont wird und zugleich das Thema ‚dazugehören wollen oder nicht‘ noch einmal in verschärfter Form wiederaufgenommen“ werde. „Im Gegensatz zum erfrischenden und teilweise urkomischen ersten ‚Reihenhaus‘-Film, der einen Käfig hyperaktiver Kleinbürger präsentierte, ihn als einen sich selbst kontrollierenden Mikrokosmos zeichnete und dem Lachen so eine stimmige, gesellschaftliche Grundierung gab, zerfasern in ‚Neues aus dem Reihenhaus‘ die Themen und Motive.“ „Eines jedenfalls“ sei „klar und clever: Jeder Zuschauer“ könne „diesen Film nach eigenem Gusto zu Ende denken. Ob er richtig liegt, darüber könnte vielleicht ein dritter Teil Aufschluss geben?“
Oliver Jungen befasste sich in der Frankfurter Allgemeinen mit dem Film und stellte fest: „Äußerlichkeiten, die man anderen Filmen als Mangel ankreiden würde, sprechen in diesem Fall sogar für die Komödie: Dass sich die Darstellerin der weiblichen Hauptfigur, Anne Börner, verlustlos ersetzen lässt (Julia Richter übernimmt den Part der erfolgreichen Scheidungsanwältin von Ulrike C. Tscharre), unterstreicht die Austauschbarkeit aller Elemente im Kleinbürgerparadies.“ Allerdings sei nun alles „etwas greller und slapstickhafter geraten“. Was den Machern wiederum gelinge, sei auch „das Hakenschlagen“: Auf „haarsträubende Gags folgen Szenen von hoher Glaubwürdigkeit, Gespräche mit der pubertierenden Tochter (authentisch nervend: Michelle Barthel) oder Verhandlungen mit dem Partner über berufliches Kürzertreten“. Das sei „mehr als nur ein gutes Gespür für Timing“. „Auch der explosiv versöhnliche Schluss“ habe „trotz des guten Einfalls, das Paradies aufs Spiel zu setzen, seine Schwächen“.
Für die Redaktion des Filmdienstes stellte sich der Film dar als „Halbwegs amüsante (Fernseh-)Komödie mit satirischen Seitenhieben auf Geschlechterklischees und großstädtisches Kleinbürgertum.“